# Melchior (heilige)
Melchior is een van de heilige drie koningen uit de legende die is ontstaan als uitbreiding op het verhaal van de Wijzen uit het Oosten, zoals dat in het Evangelie volgens Matteüs wordt verteld. Melchior schenkt het pasgeboren Christuskind goud dat symbool is voor wijsheid. Als voornaam zou het betekenen: "de rechtvaardige". De aan hem toegeschreven relieken worden bewaard in de Dom van Keulen.